# Edgaras Jankauskas
Edgaras Jankauskas (Vilnius, 12 de março de 1975) é um ex-futebolista e treinador lituano.
Após ter passado no futebol português, em vários clubes da liga principal do futebol português, é agora  treinador adjunto do Hearts da Escócia.

## Carreira
Edgaras Jankauskas começou em uma idade jovem FK Zalgiris Vilnius futebol no clube da sua cidade natal de Vilnius. Quando ele tinha 16 anos, ele fez sua estreia no time principal do Zalgiris Vilnius. Ele rapidamente tornou-se professor e caiu em seu nariz para as metas. Em 1996 ele se mudou para o CSKA Moscou grande. Lá também que ele caiu sobre sua média de gols. Depois de vários meses ele trocou para o Torpedo Moscou clube. Mas não foi longa Jankauskas.
No verão de 1997 atraiu Club Brugge incluem Khalilou Fadiga, Aleksandar Ilic, eo treinador Eric Gerets Nordin Jbari diante. Jankauskas seguido em novembro de 1997. No Club se tornou um desafio em que o atacante de profundidade. No final da temporada ele ganhou o título da liga com o Club Brugge. Em 1999, uma transferência para o Real Sociedad. Jankauskas mudou para a Espanha em 2002, mas foi emprestado para o SL Benfica. Lá ele fez uma volta boa, porque o Português FC Porto depois lhe ofereceu um contrato.
Em três temporadas no Porto ele regularmente jogos. Em 2003 ele assumiu com o FC Porto, liderada por José Mourinho foi a Taça UEFA ea Liga dos Campeões, um ano depois. Em 2004, emprestado do Porto francesa Jankauskas OGC Nice, mas poderia realmente brilhar lituano não.
Em 2005 retornou ao seu Jankauskas nativa. Juntou-se FBK Kaunas. Em 2006 ele venceu o clube do Lyga A. Uma temporada depois, o atacante agora 33-year-old para Heart of Midlothian FC, seu clube décimo por empréstimo. Ambos os clubes foram geridos por Vladimir Romanov, que organizaram o movimento. Da Escócia para Chipre, que aderiram AEK Larnaca Jankauskas. Em janeiro de 2008 terminou o CF Belenenses atacante, depois que ele rescindiu o contrato de alguns meses. Jankauskas se levantou e foi para o FC Skonto Riga.
Jankauskas início de 2009 parecia um ponto de encerrar sua carreira. Mas o futebol da Lituânia não é pendurado no gancho. O atacante retornou à sua cidade de Vilnius, e jogou futebol comigo para o desconhecido REO Vilnius LT antes de assinar um contrato com a New England Revolution, uma equipe americana da Major League Soccer (MLS). Nesse clube, ele marcou um gol que classificou para a MLS Objetivo do troféu do ano.

## Selecção
Em 1991, Edgaras Jankauskas, pela primeira vez chamado para a equipe nacional da Lituânia. Ele fez sua estreia em 15 de novembro de 1991 contra a Estônia em Klaipeda. Seu jogo 56 e último internacionais jogado em 11 de outubro de 2008 em Belgrado contra a Sérvia. Jankauskas fizeram um total de dez gols durante sua carreira internacional.

## Clubes
Zalgiris Vilnius:
- Liga / Campeão da Lituânia: 1991, 1992
- Taça / Vencedor da Taça da Lituânia: 1991, 1993, 1994

Club Brugge
- Campeonato da Primeira Divisão / Campeão da Bélgica: 1998
- Supertaça / Campeão da Bélgica: 1998

FC Porto
- Superliga / Campeão por Portugal: 2003, 2004
- Taça de Portugal / Vencedor: 2003
- Supertaça Cândido de Oliveira / Vencedor: 2003, 2004
- Taça UEFA / Vencedor: 2003
- Liga dos Campeões da UEFA / Campeão: 2004

Hearts
- Taça Escocesa / Vencedor: 2006